# Искры и канкан
Искры и канкан — двадцать второй студийный альбом рок-группы «Пикник».
Альбом был записан на средства, полученные путём краудфандинга, при этом нужная сумма была собрана примерно за две недели. Альбом был выпущен 26 сентября 2017 года (в день рождения лидера группы Э. Шклярского), после чего оказался на вершине российского чарта iTunes.

## Список композиций
| №                   | Название                 | Длительность |
| ------------------- | ------------------------ | ------------ |
| 1.                  | «Лихие пришли времена»   | 4:12         |
| 2.                  | «Злая кровь»             | 4:34         |
| 3.                  | «Парню 90 лет»           | 4:07         |
| 4.                  | «Последний из Могикан»   | 5:09         |
| 5.                  | «Всё хорошо!»            | 2:52         |
| 6.                  | «Ты кукла из папье-маше» | 4:38         |
| 7.                  | «Большая игра»           | 3:54         |
| 8.                  | «Принцесса»              | 4:09         |
| 9.                  | «Зачем?»                 | 3:11         |
| 10.                 | «Ничего…»                | 4:12         |
| Общая длительность: | Общая длительность:      | 40:58        |

## Участники записи
- Эдмунд Шклярский — вокал, гитары, аранжировки, автор;
- Марат Корчемный — бас-гитара;
- Станислав Шклярский — клавишные, синтезатор
- Леонид Кирнос — ударные;
- Виктор Домбровский — звукорежиссёр.

## Критика
Альбом вызвал достаточно положительные отзывы критиков. В частности, Екатерина Борисова, выделяя «Искры и канкан» как один из лучших отечественных альбомов 2017 года, отмечает при этом, что альбом «может разочаровать тех, кто ожидал от новой работы той же феерии, которая происходит на концертах: он очень неброский и при первом прослушивании кажется даже скучноватым. <…> Все чудеса и красоты спрятаны в глубине». Денис Ступников считает альбом развитием более ранней пластинки «Певец декаданса» ("в новой работе «Искры и канкан» «Пикник» прослеживает, что случилось дальше с этим хрупким миром гниения и упадка, когда революционные вихри враждебно пронеслись над ним") и замечает, что внимательного слушателя ждёт приобщение к вечности.

## Статьи об альбоме
- Никитина Е. Э. «Их может разрушить любой»: трансформация образа города в альбоме «Искры и канкан» группы «Пикник» // Русская рок-поэзия: текст и контекст. 2018. № 18. С.139-144